# Wandelpad

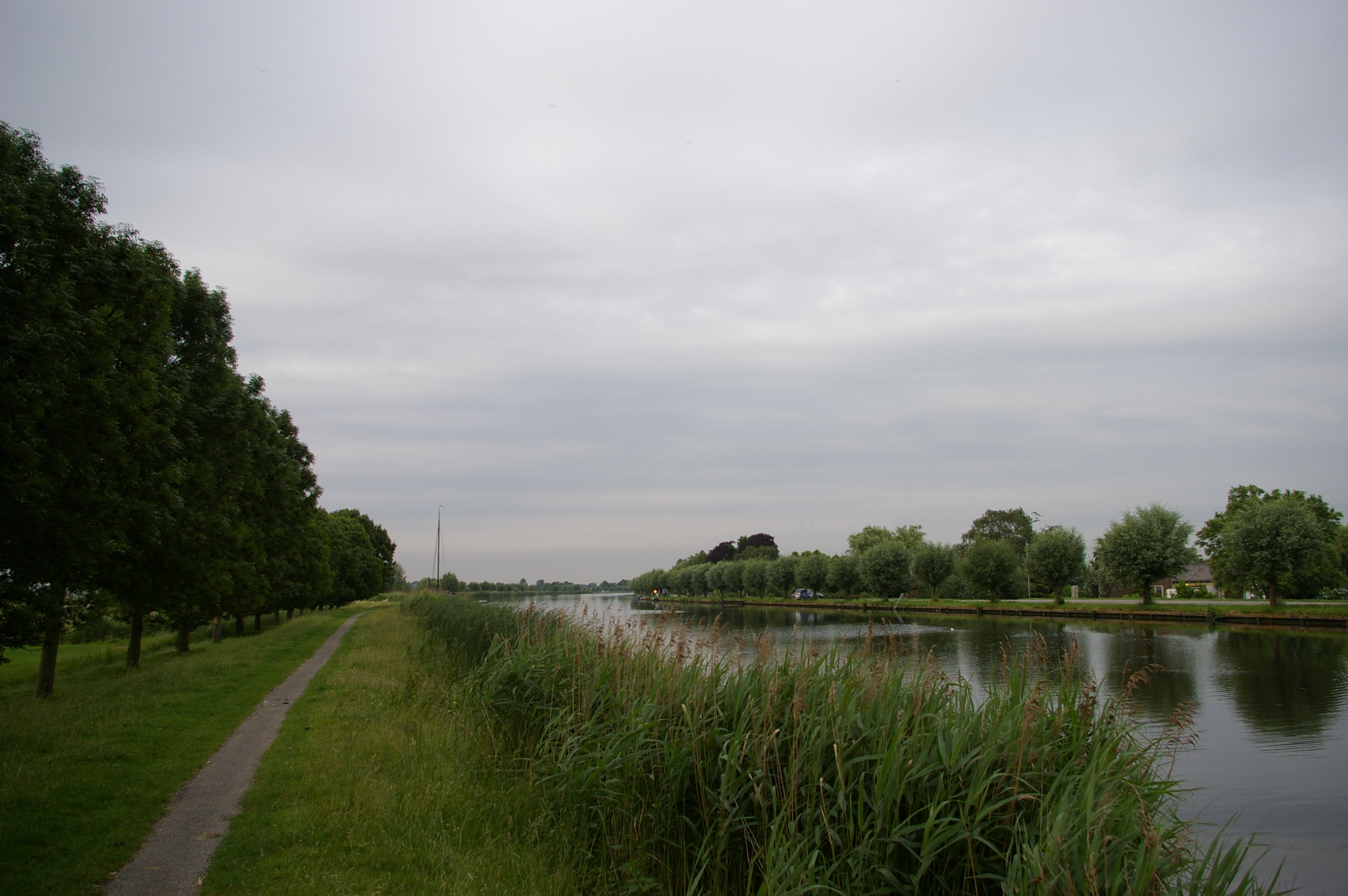
Wandelpad in Nederland, langs het Amstel-Drechtkanaal

Een wandelpad is een pad of route bedoeld om te bewandelen. Wandelroutes of wandelpaden met een recreatief oogmerk gebruiken vaak onverharde paden, maar indien nodig ook verharde fietspaden of secundaire wegen.
De meeste bestaande wandelpaden in Nederland zijn binnen 1 dag af te leggen, en variëren qua afstand van enkele kilometers tot circa 20 kilometer. Een goed voorbeeld zijn de populaire NS-wandelingen. Daarnaast zijn er langere meerdaagse wandelroutes. 
Voor veel routes zijn kaarten en gidsen beschikbaar, die suggesties doen voor bijvoorbeeld een etappe-indeling, bezienswaardigheden, vervoer en overnachting.
Er bestaan verscheidene stelsels van meerdaagse wandelpaden, zoals de Langeafstandswandelpaden in Nederland, de Groteroutepaden in België en in beide landen de plaatselijke Streekpaden.